# Gréement carré

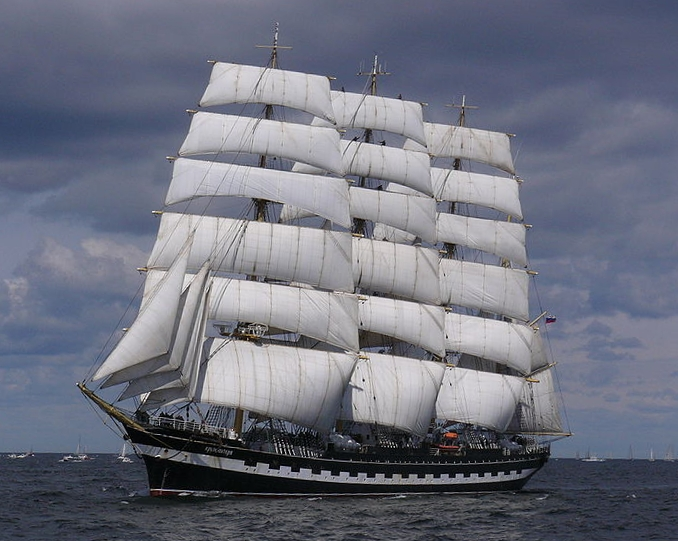
Le Krusenstern, un des derniers grands voiliers à vocation commerciale construits, est un quatre-mâts barque, c'est-à-dire que trois de ses mâts portent des voiles carrées.

Le gréement carré est un type de gréement utilisé depuis l'Antiquité. La voile, qui le caractérise, est rectangulaire et est suspendue à une vergue. Celle-ci est horizontale, fixée en son milieu au mât et perpendiculaire à l'axe du navire. Le réglage de la voile se fait au moyen de bras qui permettent d'orienter la vergue et d'écoutes.
Ce type de gréement est optimisé pour des vents portants (du vent arrière au vent de travers) et n'est pas efficace lorsque le voilier doit remonter contre le vent. Il impose donc de suivre des routes maritimes où dominent des vents soufflant avec constance dans la même direction (route des alizés...). En multipliant le nombre de mâts et le nombre d'étages de voile, le gréement carré fournit une force propulsive considérable et modulable tout en restant maniable.
Ce type de gréement utilisé depuis la plus haute antiquité fut largement employé et fut longtemps le seul gréement des flottes européennes, jusqu'à l'apparition de la voile latine au XVe siècle. Il domine sur les voiliers au long cours des pays occidentaux utilisés pour les grands voyages d'exploration, le commerce et la guerre. Au XIXe siècle, les clippers, des navires marchands taillés pour la vitesse, constituent l'apogée à la fois des grands voiliers et du gréement carré. Avec la concurrence croissante des navires à vapeur, les voiliers de commerce et le gréement carré avec lui disparaissent au début du XXe siècle. Ce type de gréement inadapté à la plaisance moderne n'est plus utilisé de nos jours que sur des reconstitutions de voiliers historiques.

## Historique

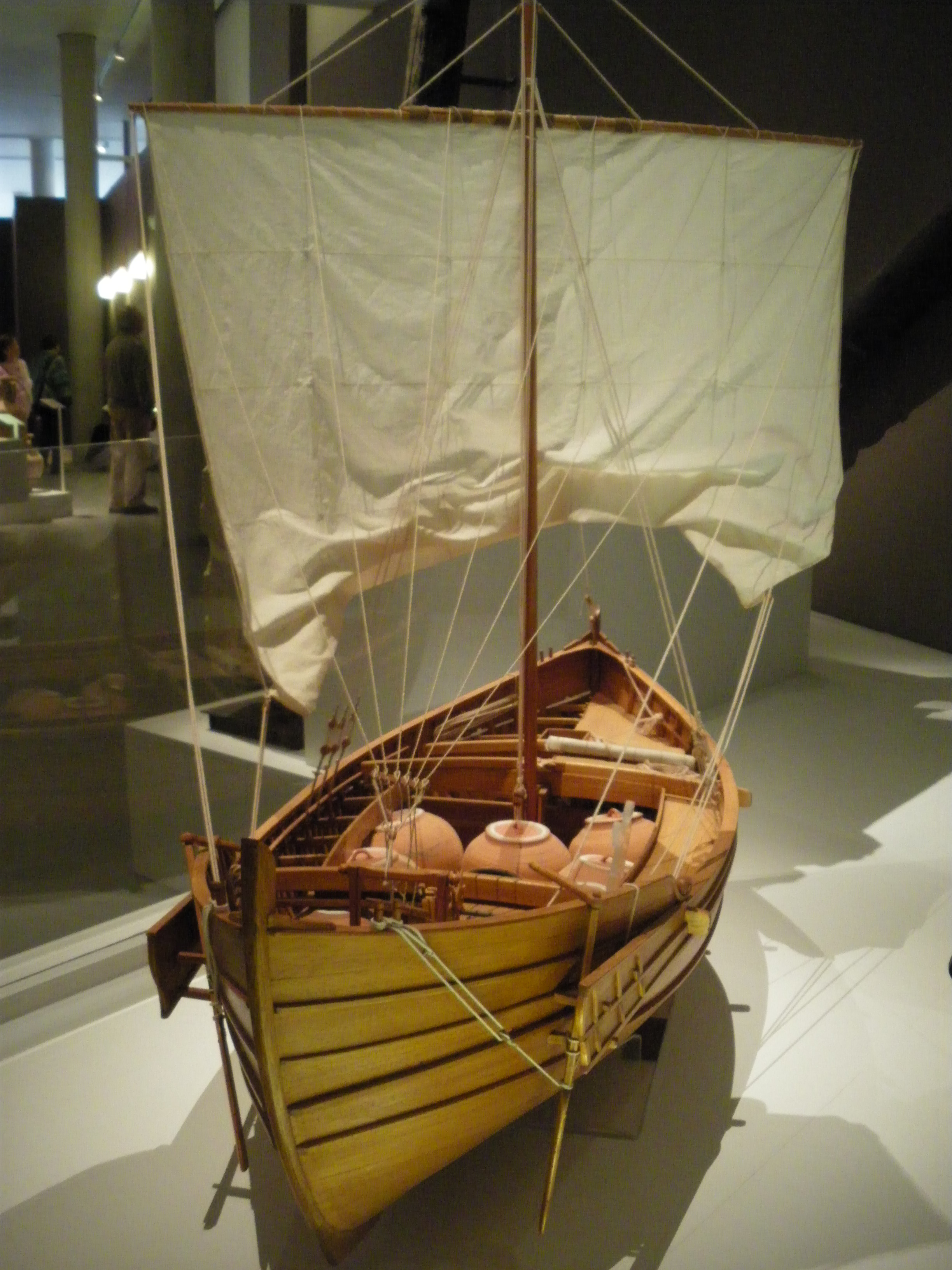
Maquette d'un chaland romain gréé avec une voile carrée.

Le gréement carré, simple à mettre en œuvre, remonte à l'Antiquité. Les bateaux grecs ou romains portaient généralement une voile carrée unique. Il est utilisé par les vikings et c'est sans doute pour cette raison qu'il prédomine dans les embarcations d'Europe du Nord à la fin du Moyen Âge alors qu'en Mer Méditerranée, caractérisée par des vents inconstants, la voile latine, qui permet de remonter contre le vent, l'emporte. La caravelle, type de navire mis au point par les Portugais au début du XVe siècle, utilise les deux types de gréement pour bénéficier de leurs avantages : le navire comporte deux à quatre mâts avec un grand mât (mât principal) portant généralement une voile carrée unique. La caravelle, grâce à ses qualités marines, permettra aux Portugais de jouer un rôle pionnier dans les voyages d'exploration au long cours qui déboucheront sur la découverte de l'Amérique. Dans la seconde moitié du XVe siècle, sur les navires marchands qui comportent traditionnellement trois mâts, une flèche prolonge le grand mât au-dessus de la hune et porte une petite voile carrée, le hunier. Seul le mât arrière est gréé avec une voile latine tandis qu'à l'avant une petite voile rectangulaire la civadière facilite les manœuvres. Pour ramasser un maximum de vent aux allures portantes les voiles carrées sont à cette époque très creuses. Elles comportent dans leur partie inférieure des bandes qui peuvent être détachées (délacées) pour réduire la surface de la voilure lorsque le vent forcit.
Au cours du XVe siècle apparaissent les premiers voiliers, comme le Henri Grâce à Dieu comportant une division de la voilure qui va devenir un standard : celle-ci comprend de bas en haut sur un même mât la grand voile (misaine sur le mat de misaine), puis le hunier et au sommet le perroquet. Au XVIIe siècle les mâts verticaux (et non plus penchés en arrière) faute de disposer d'arbres suffisamment haut, sont composés de trois tronçons correspondant chacun à une des trois voiles carrées standard : le bas-mât, le mât de hune (au niveau du hunier) et le mât de perroquet au sommet. Les trois sous-ensembles sont attachés entre eux au niveau des hunes, plateforme circulaire qui dispose sur son pourtour de l'haubanage maintenant le tronçon supérieur. Le mât est généralement en bois de pin tandis que la vergue est en sapin. Au siècle suivant cet ensemble culmine sur les plus grands navires à plus de 60 mètres au-dessus de la surface de l'eau. Le XIXe siècle voit à la fois l'apogée et le déclin des voiliers équipés de gréement carré. Les bateaux à vapeur brûlant du charbon, moins sensibles aux caprices du vent, remplacent progressivement les grands voiliers. Les armateurs de voiliers tentent de faire face en profitant des progrès dans le domaine de la construction navale pour accroître le tonnage des voiliers tout en augmentant le nombre de mâts et la hauteur de ceux-ci. Les voiliers de la seconde moitié du XIXe siècle utilisent le fer puis l'acier dans les espars (partie basse des mâts, vergues inférieures) et dans les manœuvres (bras, écoutes...). Des treuils fonctionnant grâce à des moteurs à vapeur permettent de réduire la taille de l'équipage affecté à la manœuvre des voiles. La surface de la voilure des plus grands voiliers, qui peut comprend jusqu'à 7 étages sur un même mât, peut dépasser 5 000 m². D'autres choix architecturaux, qui privilégient la vitesse grâce à des formes de coque appropriées, sont également mis en œuvre pour les clippers. Les voiliers de commerce, face à la concurrence des bateaux à vapeur, tentent de survivre sur les routes maritimes les plus longues qui bénéficient de vents réguliers et ne disposent pas de ports d'escale permettant aux navires à vapeur de se ravitailler en combustibles : partis d'Europe, ils vont chercher le nitrate du Chili, la laine et le blé en Australie et le thé à Ceylan en établissant parfois des records de vitesse qui ne seront égalés que par des multicoques de course à la fin du XXe siècle.
Les derniers grands voiliers de commerce sont construits avant la Première Guerre mondiale. Certains des voiliers qui survivent au conflit poursuivent leur activité, notamment grâce à l'armateur suédois Gustaf Erikson. Celui-ci fait l’acquisition des grands voiliers les plus performants pour transporter le blé d'Australie. La Seconde Guerre mondiale met définitivement fin à l'activité des navires de commerce à gréement carré. Les derniers exemplaires sont acquis par les marines nationales et servent de navires-écoles. Des copies de vieux gréements comme l'Hermione, dont l'original est sorti des chantiers navals en 1779, sont construites au titre de la conservation du patrimoine maritime.

Évolution des trois mâts utilisant un gréement carré
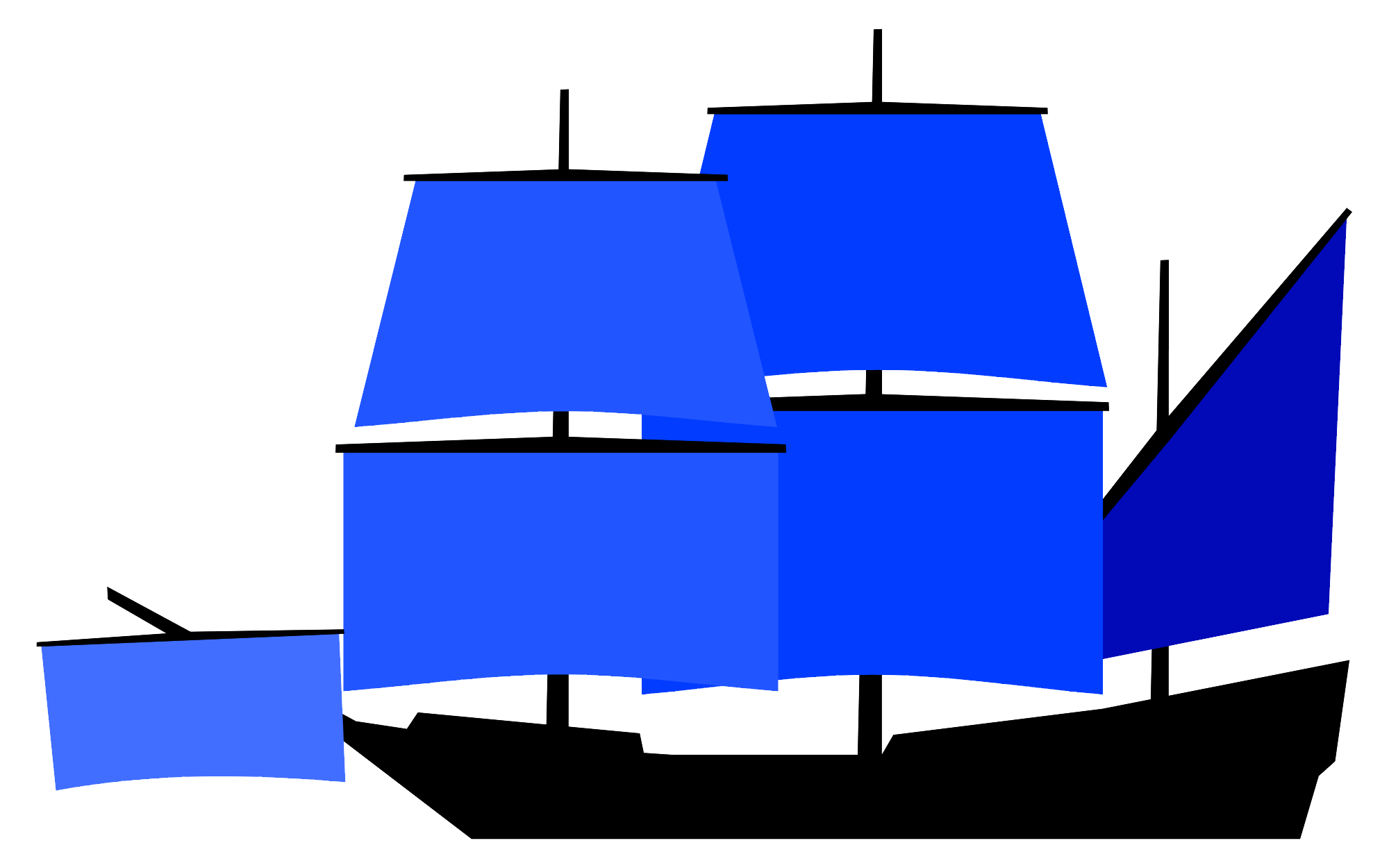
XVIe siècle-XVIIe siècle ; civadière à l'avant, nombre d'étages de voilures limité, voile latine à l'arrière
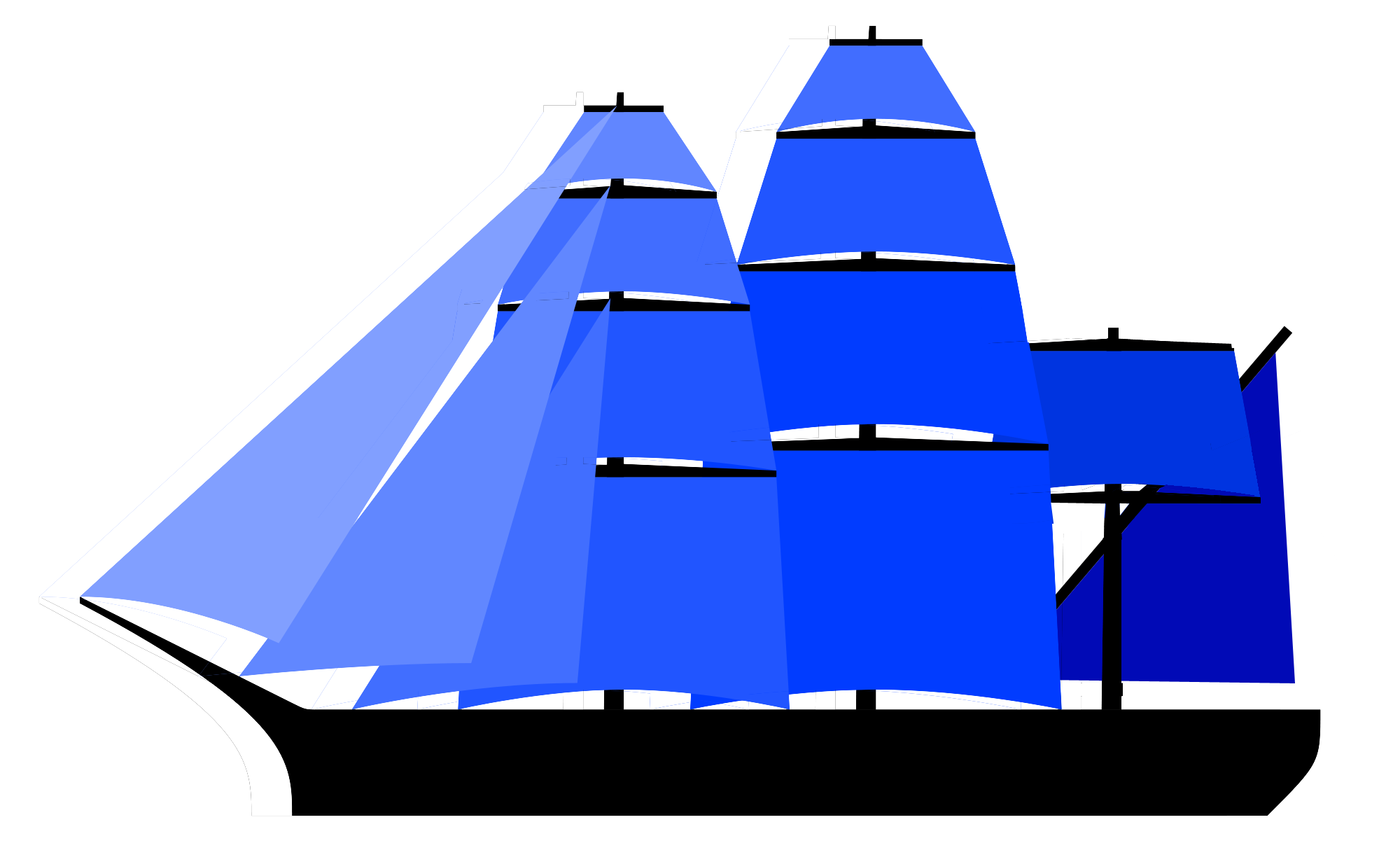
XVIIIe siècle : les focs remplacent la civadière, les mâts prennent de la hauteur permettant l'installation d'étages de voiles supplémentaires, une voile carrée est ajoutée au mât d'artimon
XIXe siècle : la mât d'artimon atteint des dimensions comparables aux autres mâts, la brigantine, une voile aurique, remplace la voile latine.

## Description

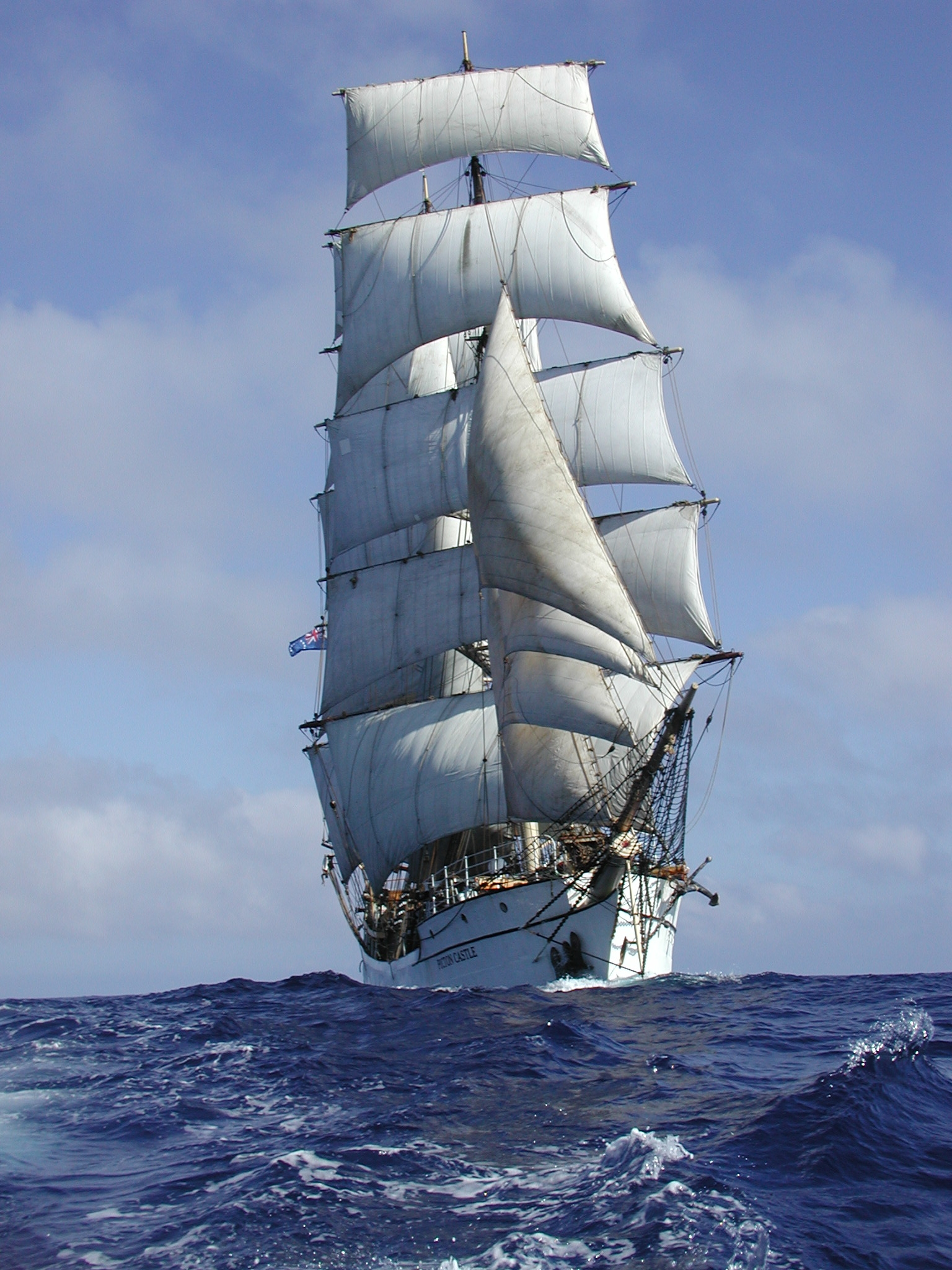
La superposition des voiles carrées sur un même mât facilite leur manipulation en divisant leur surface et permet d'adapter la surface de la voilure à la force du vent.

La voile carrée en fait est de forme légèrement trapézoïdale : le bord supérieur, qui est fixé à la vergue, est un peu plus court que le bord inférieur. Les trois côtés non fixés à la vergue sont libres et ne sont tenus que via des cordages fixés aux coins. La bordure supérieure de la voile est appelée l'envergure, la bordure inférieure est le fond ou la bordure et les deux bordures de côtés sont désignées sous le terme de chute. La vergue est un espar de bois (en métal sur les grands voiliers du XIXe siècle) qui est attaché au mât et maintenu en position horizontale. Au repos il est perpendiculaire à l'axe longitudinal du voilier. Lorsque la voile liée à la vergue est déployée, l'orientation de cette dernière peut être modifiée de plusieurs dizaines de degrés pour optimiser l'incidence du vent sur la surface de la voile. Le système d'attache de la vergue à l'avant du mât permet ce pivotement : il comprend d'une part un étrier fixé à hauteur de la vergue d'autre part une chaîne dont les points de fixation permettent de maintenir la vergue en position horizontale.
Pour obtenir une force propulsive plus importante rendue nécessaire par l'augmentation du tonnage des navires, les constructeurs de navires ont multiplié le nombre de voiles carrées. À cet effet ils ont commencé par faire passer le nombre de mâts à deux puis à trois (de l'avant à l'arrière : mât de misaine, grand mât, mât d'artimon) ce qui permettait de garder une hauteur de mât raisonnable et d'obtenir un plan de voilure équilibré. Des techniques sont par la suite mises au point permettant d'obtenir des mâts plus élevés. Cet allongement de la mâture permet d'établir plusieurs voiles carrées les unes au-dessus des autres. Au XVIIIe siècle on trouve ainsi de manière classique trois voiles superposées de taille décroissante de bas en haut : la voile principale (désignée selon le mât grand voile, misaine ou artimon), le hunier et le perroquet. Les voiles les plus hautes sont repliées lorsque le vent forcit pour limiter les forces s'exerçant sur la mâture et réduire la gîte du navire. Au contraire, lorsque le vent est très faible des voiles supplémentaires sont fixées à l'extrémité des vergues : les bonnettes. Les voiles carrées peu efficaces aux allures proches du vent debout sont complétées par des voiles placés à l'avant initialement de forme rectangulaire - la civadière - par la suite triangulaire - les focs-. Une voile aurique (la brigantine) ou latine est placée sur le mât arrière. Enfin des voiles d'étai initialement de forme carrée puis de forme triangulaire sont placées entre les mâts.
Au XIXe siècle de nouvelles configurations sont utilisées. Le nombre de mâts est accru : les quatre-mâts à gréement carré se généralisent et quelques navires comptant encore plus de mâts (jusqu'à 7) sont construits. Le nombre d'étages de voilure grâce au recours à des vergues volantes (mobiles) qui permettent de diviser la surface du hunier et du perroquet par deux et par l'ajout en tête de mât d'un cacatois et d'un contre-cacatois. La voile aurique gagne d'autres mâts et on trouve des configurations ou il ne subsiste plus qu'un seul mât portant une voilure carrée alors que de 2 à 6 mâts portent une voilure aurique.

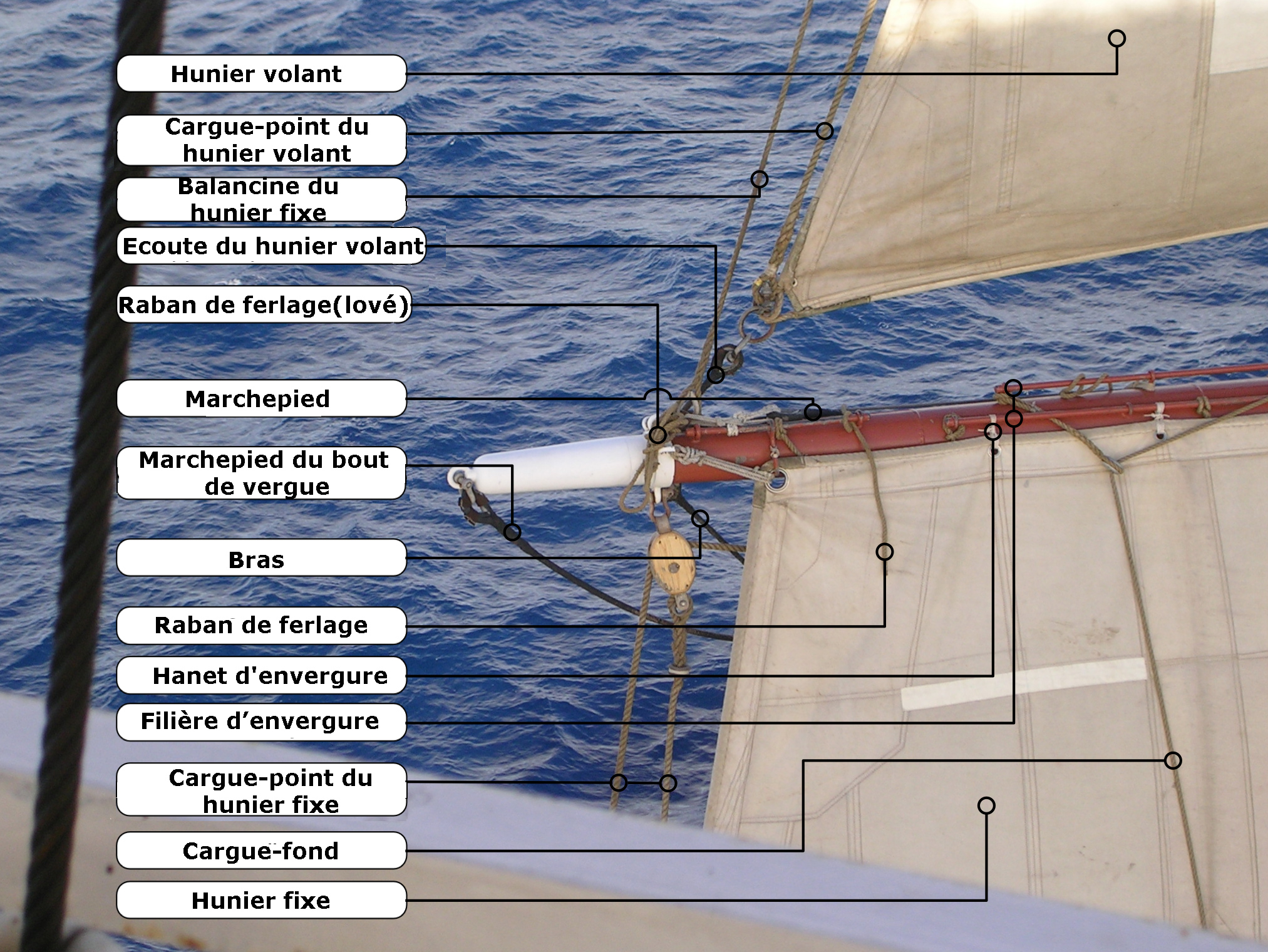
Manœuvres courantes a l'extrémité d'une vergue de gréement carré d'un grand voilier traditionnel.

### Désignation des voiles principales sur un gréement à trois-mâts carré
Le voilier dont le schéma est reproduit ci-dessous comporte le nombre maximum d'étages de voilure (7). Certaines des voiles des gréement carré ne sont pas des voiles carrées : la brigantine à l'arrière, les focs à l'avant ainsi que les voiles d'étai entre les mâts. Sur le schéma ne figurent pas les bonnettes qui peuvent être fixées en bout de vergue par petit temps (vent faible).
| |           |   |             |    |                          |    |                        |    |                             |
| \| A \| Beaupré \| B \| Bout-dehors \| C \| Mât de misaine \| D \| Grand mât \| E \| Mât d'artimon \| \| - \| --------- \| - \| ----------- \| -- \| ------------------------ \| -- \| ---------------------- \| -- \| --------------------------- \| \| 1 \| clinfoc \| 3 \| grand foc \| 5 \| misaine \| 12 \| grand-voile \| 20 \| voile barrée ou artimon \| \| 2 \| petit foc \| 4 \| faux foc \| 6 \| hunier fixe de misaine \| 13 \| grand hunier fixe \| 21 \| hunier fixe de fougue \| \| \| \| \| \| 7 \| hunier volant de misaine \| 14 \| grand hunier volant \| 22 \| hunier volant de fougue \| \| \| \| \| \| 8 \| petit perroquet fixe \| 15 \| grand perroquet fixe \| 23 \| perruche fixe \| \| \| \| \| \| 9 \| petit perroquet volant \| 16 \| grand perroquet volant \| 24 \| perruche volante \| \| \| \| \| \| 10 \| petit cacatois \| 17 \| grand cacatois \| 25 \| cacatois de perruche \| \| \| \| \| \| 11 \| petit contre-cacatois \| 18 \| grand contre-cacatois \| 26 \| contre-cacatois de perruche \| \| \| \| \| \| \| \| 27 \| voile d'étai \| 19 \| brigantine \| |           |   |             |    |                          |    |                        |    |                             |
| A | Beaupré   | B | Bout-dehors | C  | Mât de misaine           | D  | Grand mât              | E  | Mât d'artimon               |
| 1 | clinfoc   | 3 | grand foc   | 5  | misaine                  | 12 | grand-voile            | 20 | voile barrée ou artimon     |
| 2 | petit foc | 4 | faux foc    | 6  | hunier fixe de misaine   | 13 | grand hunier fixe      | 21 | hunier fixe de fougue       |
| |           |   |             | 7  | hunier volant de misaine | 14 | grand hunier volant    | 22 | hunier volant de fougue     |
| |           |   |             | 8  | petit perroquet fixe     | 15 | grand perroquet fixe   | 23 | perruche fixe               |
| |           |   |             | 9  | petit perroquet volant   | 16 | grand perroquet volant | 24 | perruche volante            |
| |           |   |             | 10 | petit cacatois           | 17 | grand cacatois         | 25 | cacatois de perruche        |
| |           |   |             | 11 | petit contre-cacatois    | 18 | grand contre-cacatois  | 26 | contre-cacatois de perruche |
| |           |   |             |    |                          | 27 | voile d'étai           | 19 | brigantine                  |

## Manœuvres

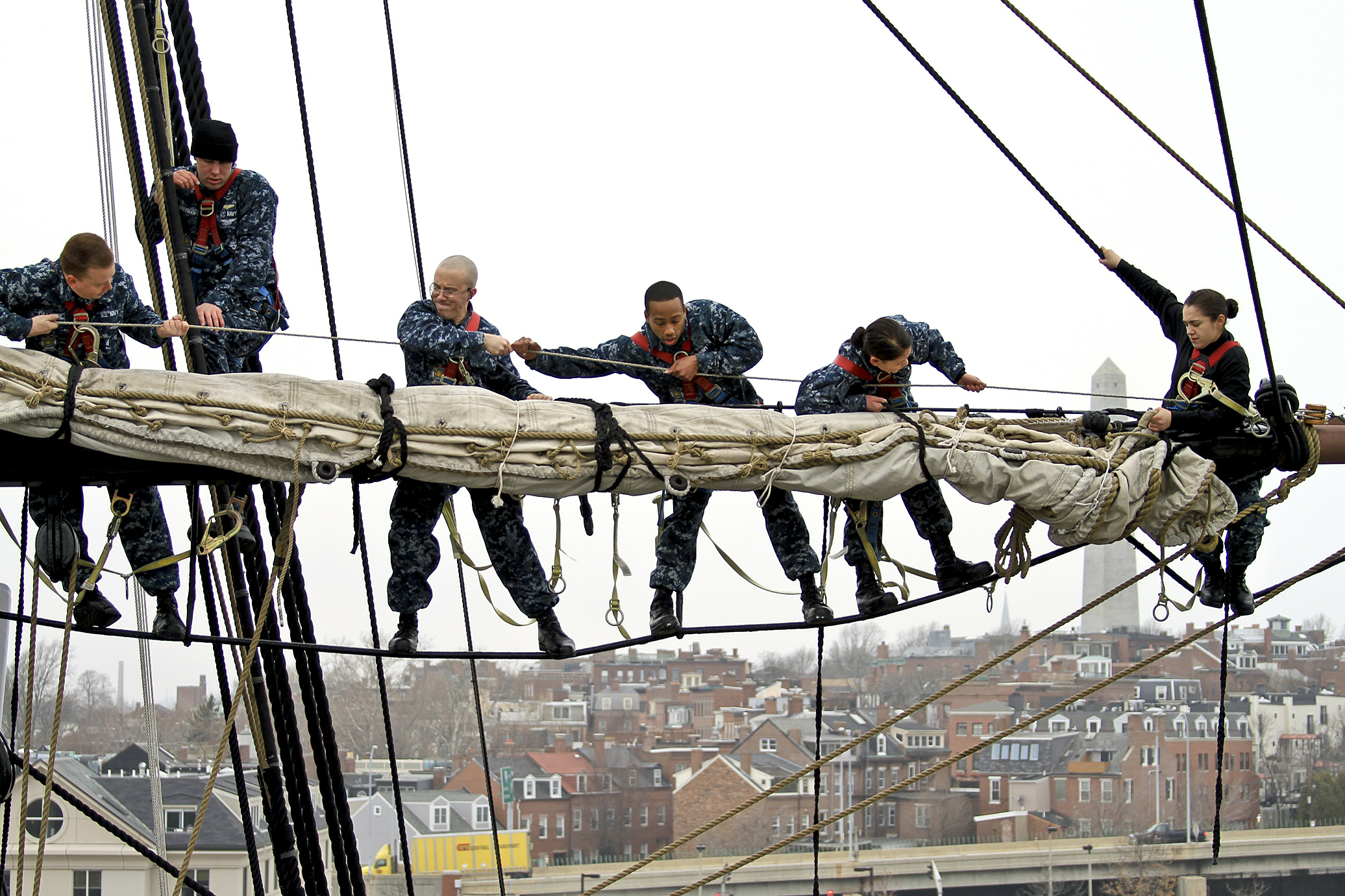
Des gabiers du voilier américain Constitution debout sur le marchepied sont en train de mettre en place une voile sur la vergue. On distingue les rabans qui maintiennent la voile repliée.

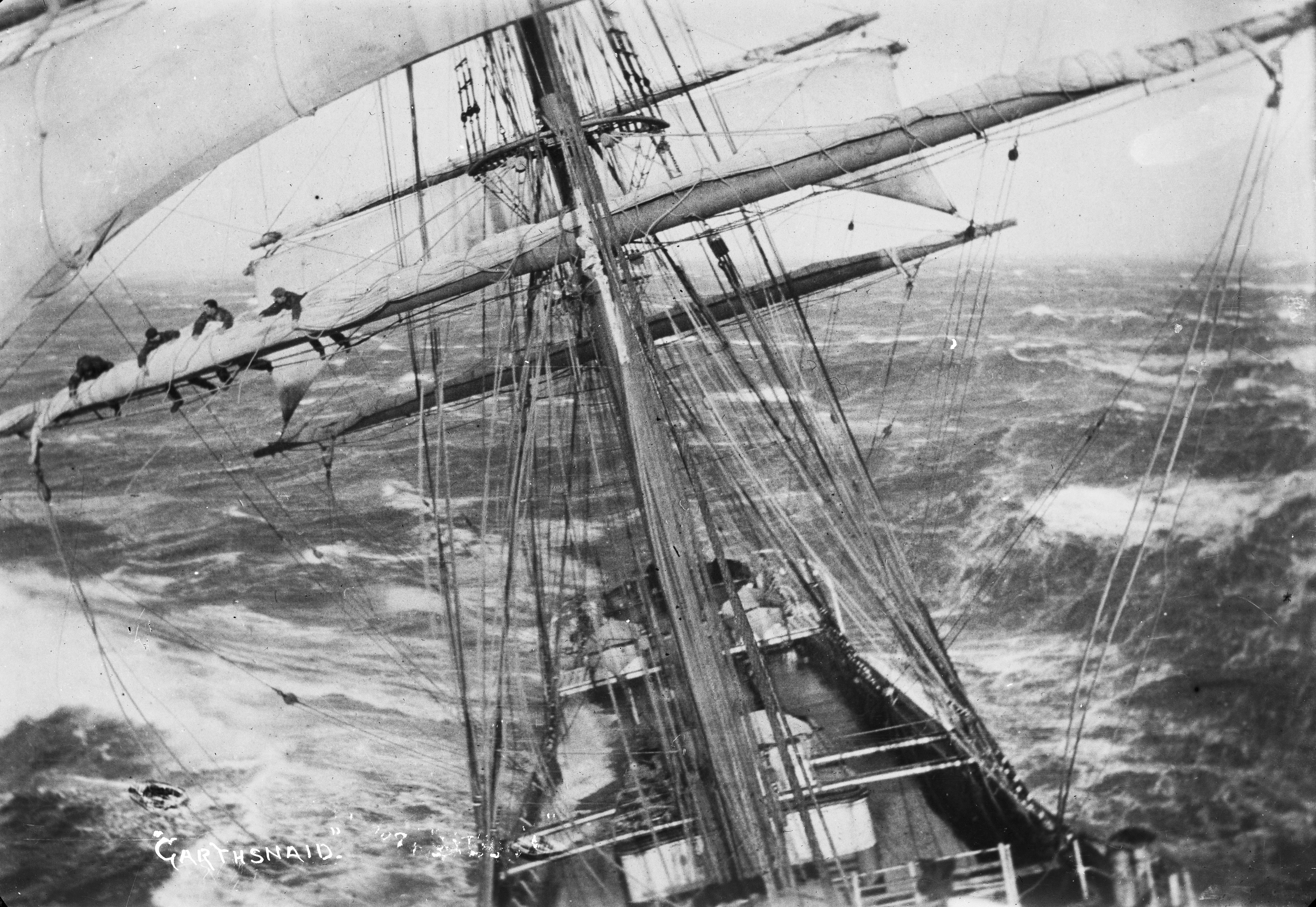
Sur le voilier Garthsnaid en 1920 : dans le mauvais temps des gabiers montés sur une vergue reprennent le ferlage d'une voile.

### Établissement de la voilure
Dans le cadre des opérations normales, les principales manœuvres des voiles carrées sont effectuées depuis le pont à l'aide de manœuvres courantes (cordages) qui permettent d'agir à distance. Toutefois pour déployer la voile (largage) ou au contraire la replier correctement (ferlage) les marins, désignés sous le terme de gabiers, montent dans la mâture via les enfléchures et se positionnent le long de la vergue. Le gabier est debout sur un câble appelé marchepied qui est parallèle à la vergue et situé sous celle-ci. Il peut se tenir à la filière de sécurité : celle-ci est une barre fixée le long de la vergue parallèlement à la filière d'envergure à laquelle est attachée la partie supérieure de la voile. Pour larguer la voile, le gabier enlève les rabans qui la maintient repliée. Depuis le pont les cargues, des cordages qui permettent de replier la voile sur la vergue, sont mollies (choquées) tandis que les écoutes fixées aux extrémités inférieures de la voile sont tendues (bordées) pour la déplier.

### Réglage de la voilure
L'orientation de la voile, nécessaire pour obtenir une incidence du vent optimale, se fait en agissent sur les vergues. Des bras, cordages fixés aux deux extrémités de la vergue, sont utilisés. Pour disposer d'un angle de tire efficace, les bras des vergues supérieures passent par des poulies fixées sur le mat situé devant ou derrière avant de revenir sur le pont. Les bras des vergues inférieures sont, eux, renvoyés vers des vergues de brasseyage, ensembles de poulies situés sur les flancs du voilier au niveau du pont. Les écoutes fixées aux angles inférieures de la voile ne servent qu'à aplatir celle-ci sauf pour les voiles les plus basses ou elles sont utilisées pour orienter la voile.

### Cargage d'une voile
Pour replier une voile carrée (carguer), on utilise des cargues (cordages) qui sont actionnées depuis le pont. Une voile carrée comporte d'une part deux cargues-points qui sont fixées aux coins inférieurs de la voile, plusieurs cargues-fond fixées sur le bord inférieur et pour les voiles de grande taille deux cargues-boulines fixées à mi-hauteur de la chute. Lorsque la vergue est volante, elle est abaissée. Une fois les voiles carguées, les gabiers montent dans la mâture pour parachever le travail en nouant les rabans autour de la voile.

### Adaptation de la voilure à la force du vent
De manière générale s'il dispose d'un équipage expérimenté et si la mer reflète l'état du vent, un grand voilier équipé d'une voilure carrée peut conserver l'ensemble de sa voilure jusqu'à force 5 s'il est au vent de travers et force 7 s'il est au portant. Si le vent forcit encore les premières voiles qui sont rentrées sont les cacatois en tête de mât et qui font giter le bateau ainsi que les voiles d'étai en partie déventées dont les battements ébranlent la mâture. Lorsque la force du vent augmente encore (coup de vent : force 9 au portant et force 7 vent de travers), les voiles supérieures du mat d'artimon sont rentrées (flèche d'artimon et foc d'artimon sur un trois-mats barque) tandis que les voiles supérieures sur les autres mâts peuvent être carguées. Si le voilier a du mal à tenir sa route, un ris est pris dans la grand-voile. Lorsque le vent forcit encore (tempête) le bateau ne conserve plus que la voile d'artimon, les voiles d'étai basses, les huniers fixes, certaines basses voiles (si le voilier comporte 4 mâts, la grand-voile arrière est carguée, la grand-voile avant est arisée et la voile de misaine est maintenue) et certains focs. Enfin dans les vents les plus forts, le voilier utilise des voiles au grammage plus élevé. Les grand-voiles sont serrées et le voilier conserve uniquement la voile d'artimon arisée, les huniers, la voile de misaine arisée et un petit foc (faux foc).

## Type de gréement carré
Différentes configurations de gréement ayant recours aux voiles carrées ont coexisté. La classification des navires à gréement carré du XIXe siècle repose sur le nombre de mâts et sur le type de voilure porté par chaque mât. L'ensemble formé par un mât et sa voilure étant appelé un phare (par allusion à sa forme), on distingue trois types de phares selon la voilure qu'ils portent :
- Le phare carré : le mât ne comporte que des voiles carrés
- Le phare carré complet ; c'est un phare carré qui comporte en plus une voile aurique (brigantine du mât d'artimon sur un trois mâts classique)
- Le phare goélette ; mât dépourvu de voile carré mais comportant une voile aurique (ou voile goélette).

| Nombre de mâts | Configuration (d'avant en arrière) Complet = phare carré complet, Carré = phare carré, Goélette = phare goélette | Désignation                   | Autre appellation                    | Voiliers de cette catégorie |
| -------------- | --- | ----------------------------- | ------------------------------------ | --------------------------- |
| 2              | Complet + Goélette                                                                                               | Goélette carrée               | Goélette à hunier(s)                 | Belle Poule                 |
| 2              | Carré + Goélette                                                                                                 | Brigantin                     | Brick-goélette                       | Mary Celeste                |
| 2              | Carré + Complet                                                                                                  | Brick                         |                                      | Lady Washington             |
| 3              | Complet + Goélette + Goélette                                                                                    | Goélette carrée à trois mâts  | goélette à trois mâts à hunier(s)    | Regina Maris                |
| 3              | Carré + Goélette + Goélette                                                                                      | Barquentin                    | barque-goélette, trois-mâts goélette | La Boudeuse                 |
| 3              | Carré + Carré + Goélette                                                                                         | Trois-mâts barque             | barque                               | Belem                       |
| 3              | Carré + Carré + Complet                                                                                          | Trois-mâts carré              | trois-mâts franc                     | Duchesse Anne               |
| 4              | Complet + Goélette + Goélette + Goélette                                                                         | Goélette carrée à quatre mâts | goélette à quatre mâts à hunier(s)   |                             |
| 4              | Carré + Goélette + Goélette + Goélette                                                                           | Quatre-mâts barquentin        | quatre-mâts goélette                 |                             |
| 4              | Carré + Carré + Carré + Goélette                                                                                 | Quatre-mâts barque            |                                      | Krusenstern                 |
| 4              | Carré + Carré + Carré + Complet                                                                                  | Quatre-mâts carré             | quatre-mâts franc                    |                             |
| 5              | Carré + Carré + Carré + Carré + Goélette                                                                         | Cinq-mâts barque              |                                      | France II                   |
| 5              | Carré + Carré + Carré + Carré + Complet                                                                          | Cinq-mâts carré               | cinq-mâts franc                      | Preussen                    |

Exemples de voilier utilisant des voiles carrées
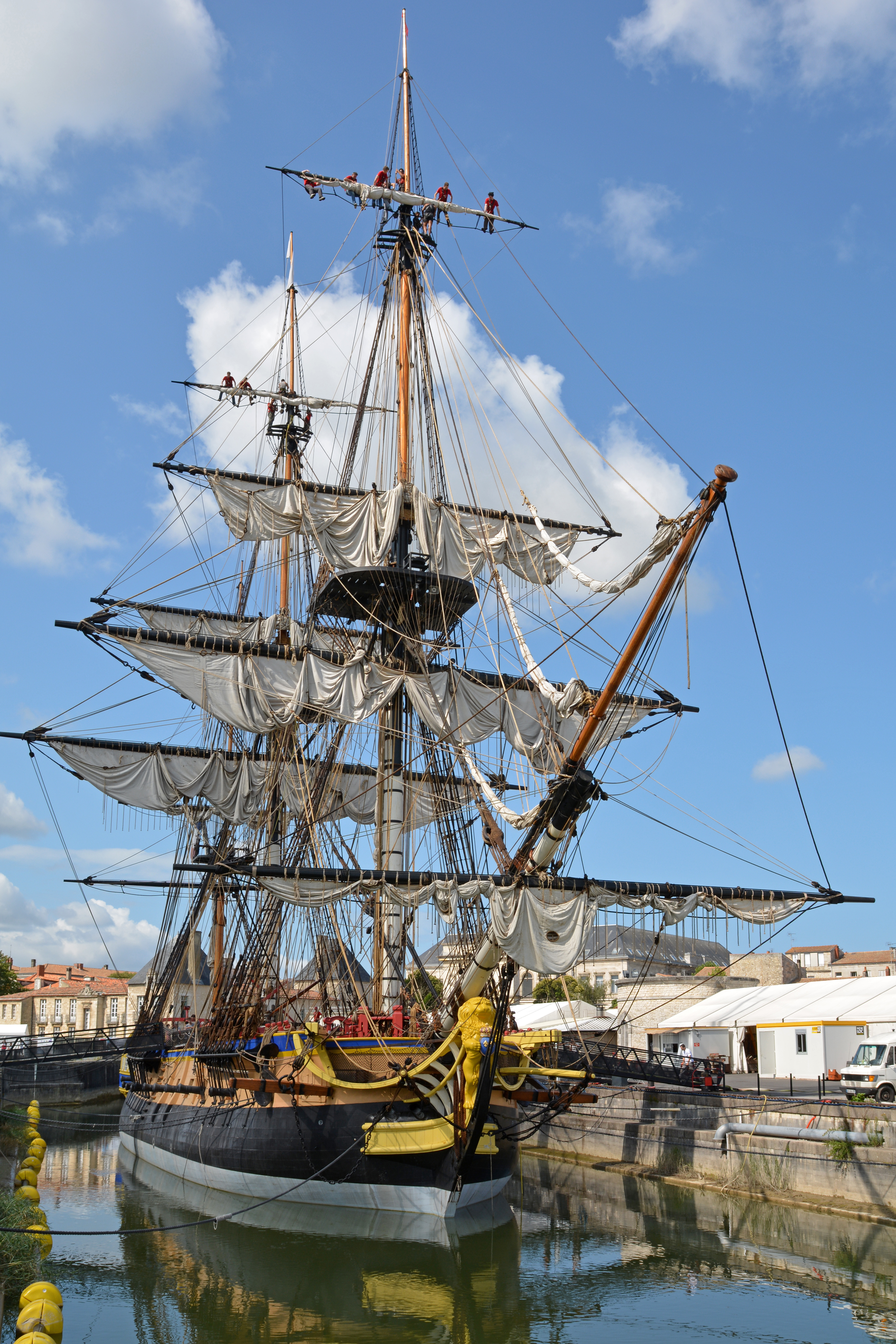
Réplique de la frégate Hermione de 1779
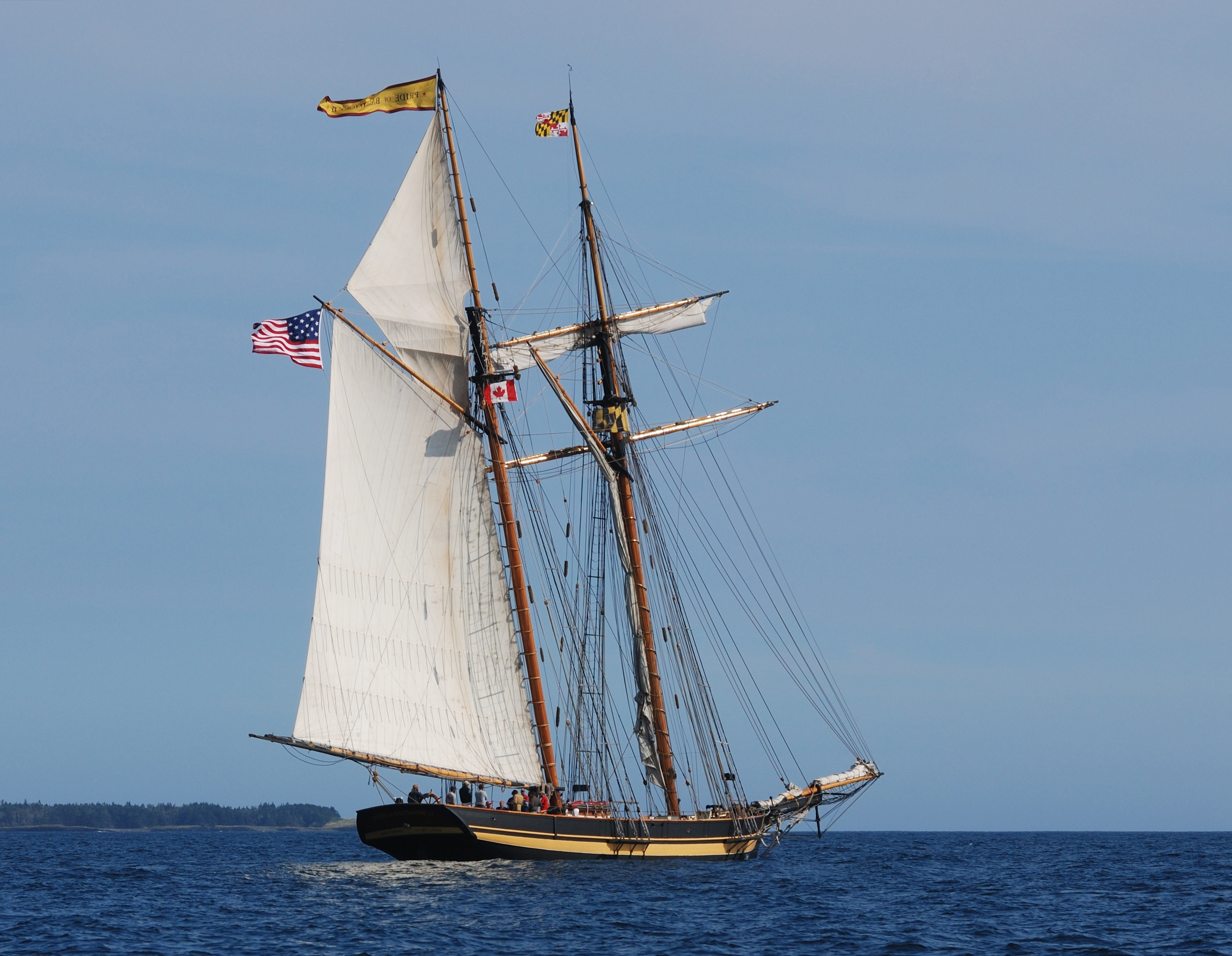
Goélette à huniers Pride of Baltimore II : les deux huniers, situés à l'avant sont cargués.
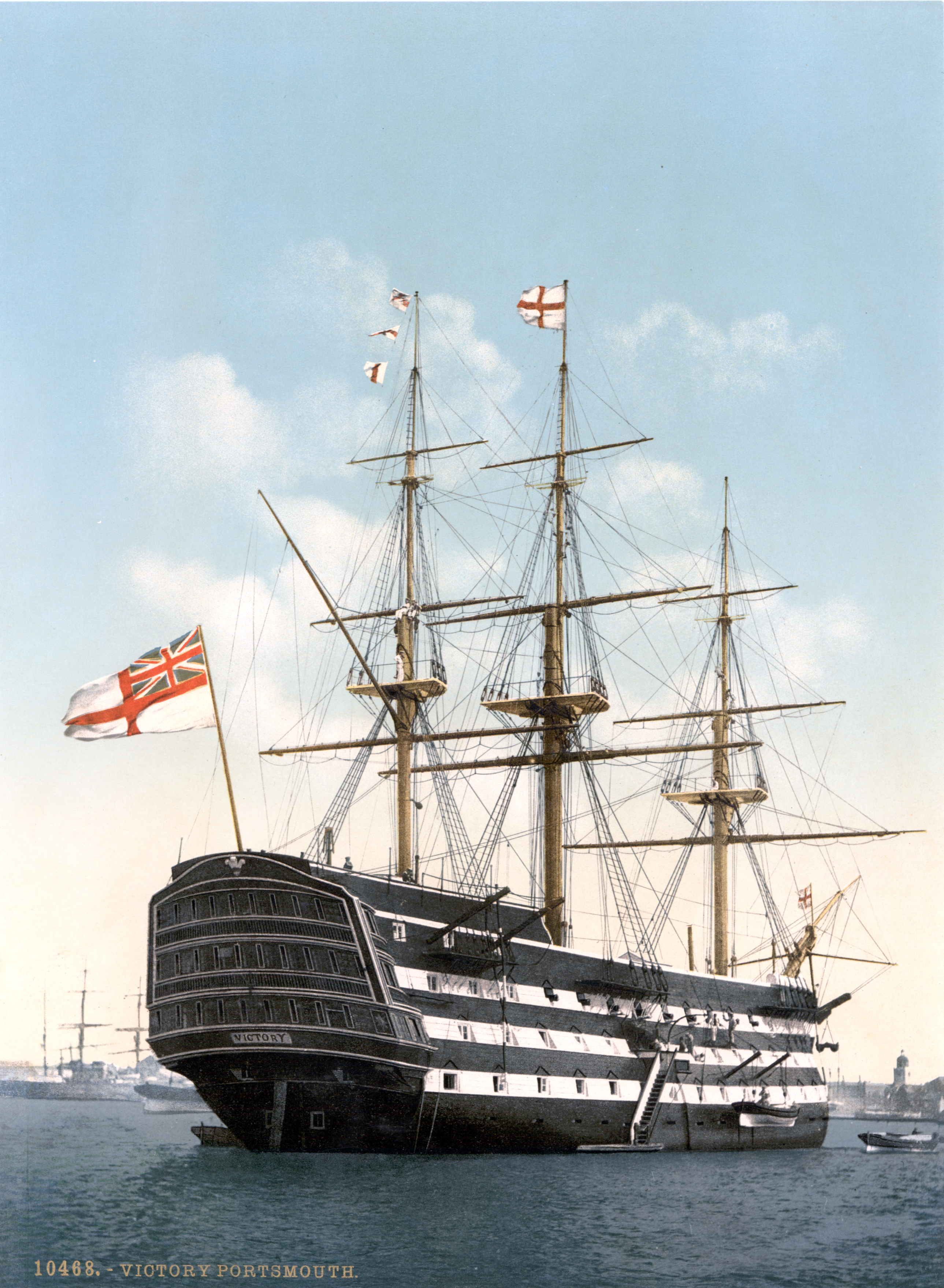
Trois-mâts carré HMS Victory navire de l'amiral Nelson vainqueur de la bataille de Trafalgar.
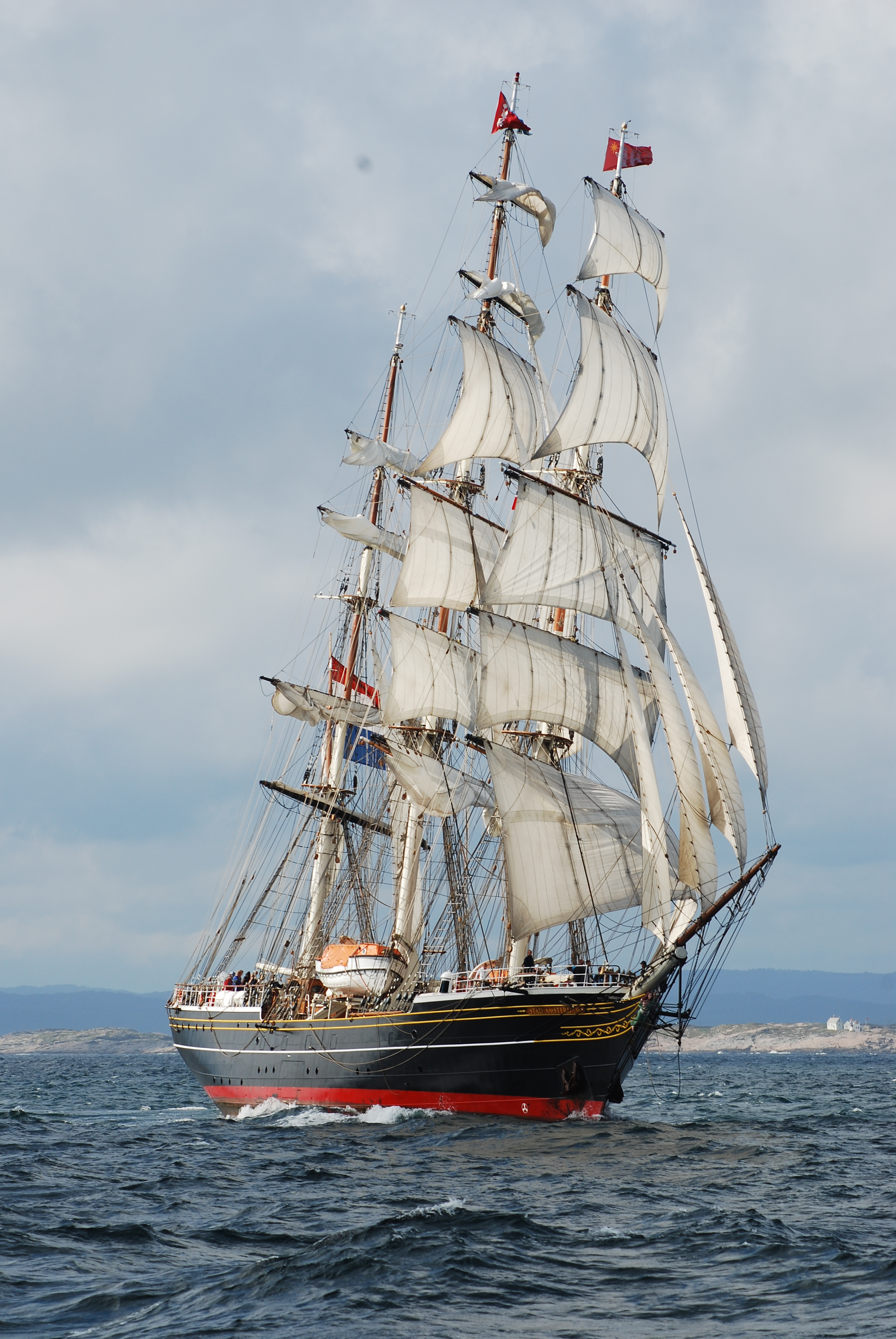
Clipper Stad Amsterdam de type trois-mâts carré